# Day Star (häst)
Day Star, född 1875, död 1893, var ett engelskt fullblod, mest känd för att ha segrat i Kentucky Derby (1878).

## Bakgrund
Day Star var en fuxhingst född i Kentucky efter Star Davis och under Squeeze 'Em (efter Lexington, en stamfader till många moderna fullblodslinjer).
Day Star tävlade mellan 1940 och 1943, och sprang in ca 4 000 dollar på 42 starter, varav 11 segrar, 7 andraplatser och 5 tredjeplatser. Han tog karriärens största seger i Kentucky Derby (1878). Han segrade även i Blue Ribbon Stakes (1878).
Day Star vann Kentucky Derby med två längder på en officiell tid på 2:37,25, och slog Aristides löprekord från 1875. Enligt en artikel i Daily Racing Form från 1910, såldes Day Star efter sin tävlingskarriär och stod som avelshingst på ett stuteri, till han avled vid 18 års ålder 1893.